# Buata
La buata és un material tèxtil no teixit, fabricat amb filaments de cotó que s'usa principalment com a farciment i aïllant tèrmic. És extremadament inflamable, i cal tenir-ho en compte en un cas d'incendi.

## La buata a través del temps
Durant el segle xix, es deia buata a un producte natural extret de l' Asclepias syriaca. Aquest producte era extret de les masses sedoses que conté el fruit d'aquesta planta. Era emprat per fer matalassos, coixins per a sofàs, lliteres per descansar i també per encoixinar vestits.
Quan el cotó va arribar a ser comú a Europa, es va buscar donar-li una forma convenient i substituir la panotxa sedosa d'aquest fruit que era d'un preu molt elevat. Els esforços realitzats van donar primer origen a productes informes, després a una nova indústria ia productes perfeccionats.

## Procés de producció
Per obtenir el cotó per encoixinat, es pela el cotó en branca, després d'haver obert i dividit copejant-lo. Es copeja de nou, es carda dues vegades, es posa en planxes quadrades, es feltre a fent-li experimentar una operació perquè s'estimés; s'encolen les parts superiors, es fa assecar i així es lliura al comerç.

## Utilitat
Aquest producte, que és cotó en fulles cardades i encolades, es consumeix en gran quantitat, cosa que és fàcil concebre en servir per folrar els vestits i gaudir de la propietat de fer-los més calents sense augmentar sensiblement el seu pes. Es fabrica buata per als encoixinats negres per a dol i de color de rosa per guarnir vestits lleugers d'aquest color. També és utilitzada com a mitjà filtrant de l'aigua dels aquaris.